# Saison 2025-2026 du MC Oran
Maillots
Dernière mise à jour : 06 juillet 2025.
Chronologie
Saison précédente Saison suivante
La saison 2025-2026 du Mouloudia Club d'Oran est la 61e saison du club en première division algérienne. L'équipe est engagée en Ligue 1 et en Coupe d'Algérie.

## Faits marquants de la saison
En cette saison, une nouvelle direction est mise en place par la société Hyproc Shipping Company le 2 juin 2025 dans le SSPA/MCO. Ainsi, le PDG de Hyproc, Adil Cherouati a installé Sidi Mohamed Hadjioui qui succède à Chakib Boumediene Ghomari au poste de président du conseil d'administration du club, de nouveaux membres sont aussi installés au conseil, Abderrahim Aouan, Fouzi Boudalia, Larbi Tarik ainsi que Baroudi Bellellou, l’actuel président du club sportif amateur CSA/MCO.
Le 2 juin 2025 lors d'une réunion de la direction, Tahar Chérif El-Ouazzani reviens au club en devenant le nouveau directeur sportif à la place de Mourad Meziane.
| Fonction                                   | Nom                              |
| ------------------------------------------ | -------------------------------- |
| Président du conseil d'administration      | Sidi Mohamed Hadjioui            |
| Vice-président du conseil d'administration | ...                              |
| Directeur sportif                          | Tahar Chérif El-Ouazzani         |
| Manager général                            | Zoubir Ouasti                    |
| Directeur technique des catégories jeunes  | Hamimda Kheladi                  |
| Membres du conseil d'administration        | Sidi Mohamed Hadjioui            |
| Membres du conseil d'administration        | Abderrahim Aouan                 |
| Membres du conseil d'administration        | Fouzi Boudalia                   |
| Membres du conseil d'administration        | Larbi Tarik                      |
| Membres du conseil d'administration        | Baroudi Bellellou                |
| Coordinateur d'équipe                      | ...                              |
| Secrétaire général                         | Toufik Belahcene                 |
| Directeur des Finances et Comptabilité     | ...                              |
| Chargé des ressources humaines             | ...                              |
| Porte-parole officiel                      |                                  |
| Chargé de communication                    |                                  |
| Cellule de communication                   | Oussama Mohamed Amchani          |
| Cellule de communication                   | ...                              |
| Responsable du Comité des Supporters       | Rachid Serradj                   |
| Actionnaires de la SSPA                    | Hyproc Shipping Company (90.34%) |
| Actionnaires de la SSPA                    | CSA MC Oran (9.66%)              |

| Fonction                                     | Nom               |
| -------------------------------------------- | ----------------- |
| Président                                    | Baroudi Bellelou  |
| Bureau exécutif                              | Mohamed Hemiane   |
| Bureau exécutif                              | Boubeker Rajeh    |
| Secrétaire général                           | Fethi Abdellaoui  |
| Trésorier                                    | Amine Abdelmoumen |
| Président de la section handball             | Ibrahim Bounadour |
| Directeur technique sportif section handball | Sofiane Elimam    |

## Matchs amicaux

### Préparation d'avant-saison
Le Mouloudia Club d'Oran entame son premier stage de préparation d'avant saison le 21 Juillet 2025 à Oran dans le complexe olympique du Stade Miloud-Hadefi, le directeur sportif Tahar Chérif El-Ouazzani dirige provisoirement la barre technique en attendant le recrutement d'un nouvel entraîneur après le départ de Abdelkader Amrani. Le stage dure 10 jours et se termine le 1er Août 2025.
Le 4 Août 2025, le club entame son deuxième stage de préparation à Alger, Le Mouloudia Club d'Oran va jouer deux matchs d'application contre la JS Saoura et le MC El Bayadh. Lors du deuxième match, le joueur Antonio Lasheb évoluant en France, en essai au club, a participé au match et a marqué le deuxième but. Le 10 Août 2025, le français Hubert Velud rejoint le stage d'Alger, il est nommé entraîneur du club. Mais il quitte prématurément le club le 18 Août 2025 à une semaine du début de la saison.

## Transferts

### Mercato d'été
| Nom                 | Nationalité | Poste             | Type de transfert      | Durée | Provenance/Destination | Division          | Réf.  |
| ------------------- | ----------- | ----------------- | ---------------------- | ----- | ---------------------- | ----------------- | ----- |
| Arrivées            |             |                   |                        |       |                        |                   |       |
| Mokhtar Belkhiter   | Algérie     | Défenseur         | Transfert libre        | 2 ans | ASO Chlef              | Ligue 1 Pro.      | [ 4 ] |
| Abderrahim Hamra    | Algérie     | Défenseur         | Transfert libre        | 3 ans | ASO Chlef              | Ligue 1 Pro.      | [ 5 ] |
| Oussama Kaddour     | Algérie     | Défenseur         | Transfert libre        | 3 ans | USM Khenchela          | Ligue 1 Pro.      | [ 6 ] |
| Chakib Aoudjane     | Algérie     | Milieu de terrain | Transfert libre        | 2 ans | ES Mostaganem          | Ligue 1 Pro.      | [ 7 ] |
| Omar Embarek        | Algérie     | Milieu de terrain | Transfert libre        | 2 ans | USM Alger              | Ligue 1 Pro.      | [ 8 ] |
| Gape Mohutsiwa      | Botswana    | Milieu de terrain | Transfert libre        | 2 ans | ASO Chlef              | Ligue 1 Pro.      | [ 9 ] |
| Départs             |             |                   |                        |       |                        |                   |       |
| Sid'Ahmed Ablla     | Mauritanie  | Défenseur         | Résiliation de contrat |       |                        |                   |       |
| H'mida Salah        | Algérie     | Défenseur         | Résiliation de contrat |       |                        |                   |       |
| Abdelhafid Benamara | Algérie     | Milieu de terrain | Fin de contrat         |       | ES Mostaganem          | Ligue 1 Pro.      |       |
| Karim Aribi         | Algérie     | Attaquant         | Résiliation de contrat |       | Al-Talaba SC           | Iraq Stars League |       |
| Zoubir Motrani      | Algérie     | Attaquant         | Fin de contrat         |       | ES Mostaganem          | Ligue 1 Pro.      |       |

#### Période estivale des U21
| Nom                | Nationalité | Poste             | Type de transfert         | Durée | Provenance/Destination | Division     | Réf. |
| ------------------ | ----------- | ----------------- | ------------------------- | ----- | ---------------------- | ------------ | ---- |
| Arrivées           |             |                   |                           |       |                        |              |      |
| Anis Mendil        | Algérie     | Gardien de but    | Renouvellement de contrat | 3 ans | MC Oran U21            | Ligue 1 U21  |      |
| Toufik Addi        | Algérie     | Défenseur         | Renouvellement de contrat | 3 ans | MC Oran U21            | Ligue 1 U21  |      |
| Oussama Fatmi      | Algérie     | Milieu de terrain | Renouvellement de contrat | 3 ans | MC Oran U21            | Ligue 1 U21  |      |
| Yacine Goudjil     | Algérie     | Attaquant         | Renouvellement de contrat | 3 ans | MC Oran U21            | Ligue 1 U21  |      |
| Mounir Mahadane    | Algérie     | Attaquant         | Renouvellement de contrat | 3 ans | MC Oran U21            | Ligue 1 U21  |      |
| Départs            |             |                   |                           |       |                        |              |      |
| Abdenour Antar     | Algérie     | Milieu de terrain | Contrat libre             |       | CR Belouizdad U21      | Ligue 1 U21  |      |
| Abdellah Bennaceur | Algérie     | Attaquant         | Contrat libre             |       | Olympique Akbou        | Ligue 1 Pro. |      |

## Effectif professionnel actuel (2025-2026)
Mise à jour:9 août 2025.

## Staff Actuel
En ce début de saison, l'entraineur Abdelkader Amrani en place depuis 6 février 2025 est maintenu au début comme entraîneur du club. Cependant, il quitte prématurément le club suite à un désaccord avec la direction. Le 10 Août 2025, le français Hubert Velud prend les fonctions d'entraîneur, cependant au bout de huit jour, il plis baggage le 18 Août 2025 avant même de commencer la saison.
| Position                                            | Staff             | Dates               |
| Staff Technique                                     | Staff Technique   | Staff Technique     |
| --------------------------------------------------- | ----------------- | ------------------- |
| Entraîneur                                          | Hubert Velud      | 3 août 2025-présent |
| Entraîneur(s) adjoint                               | Mounir Lehbab     |                     |
| Entraîneur(s) des gardiens de but                   | Karim Saoula      |                     |
| Préparateur(s) physique                             |                   |                     |
| Staff Médical                                       |                   |                     |
| Médecin                                             | Rafik Ramdane     |                     |
| Spécialiste en thérapie corporelle par le mouvement | Mohamed Boudaoued |                     |
| Soigneur                                            | Amar Benarmas     |                     |

| Position                           | Staff                   |
| Staff Technique des U21            | Staff Technique des U21 |
| ---------------------------------- | ----------------------- |
| Entraîneur U21                     | Omar Bouazza Krachaï    |
| Entraîneur adjoint U21             | Aïssa Kinane            |
| Entraîneur des gardiens de but U21 | ...                     |
| Préparateur physique U21           | Benaïssa Benaâda        |
| Staff Médical des U21              |                         |
| Médecin U21                        | Khaled Kharoubi         |
| Soigneur U21                       | Houari Dardjellab       |

## Compétitions

### Championnat d'Algérie

#### Phase aller
| Date         | J. | Adversaire     | Lieu | Score | Buteurs du MCO | Buteurs de l'Adv. | Class. | Public    |
| ------------ | -- | -------------- | ---- | ----- | -------------- | ----------------- | ------ | --------- |
| 21/08/2025   | 1  | ES Ben Aknoun  | Dom. | –     |                |                   |        | Huis clos |
| .../.../2025 | 2  | O Akbou        | Ext. | –     |                |                   |        |           |
| .../.../2025 | 3  | ES Mostaganem  | Dom. | –     |                |                   |        |           |
| .../.../2025 | 4  | JS Kabylie     | Dom. | –     |                |                   |        |           |
| .../.../2025 | 5  | MC Alger       | Ext. | –     |                |                   |        |           |
| .../.../2025 | 6  | Paradou AC     | Dom. | –     |                |                   |        |           |
| .../.../2025 | 7  | USM Khenchela  | Ext. | –     |                |                   |        |           |
| .../.../2025 | 8  | JS Saoura      | Dom. | –     |                |                   |        |           |
| .../.../2025 | 9  | MC El Bayadh   | Ext. | –     |                |                   |        |           |
| .../.../2025 | 10 | CS Constantine | Dom. | –     |                |                   |        |           |
| .../.../2025 | 11 | MB Rouissat    | Ext. | –     |                |                   |        |           |
| .../.../2025 | 12 | ES Sétif       | Dom. | –     |                |                   |        |           |
| .../.../2025 | 13 | ASO Chlef      | Ext. | –     |                |                   |        |           |
| .../.../2025 | 14 | CR Belouizdad  | Dom. | –     |                |                   |        |           |
| .../.../2025 | 15 | USM Alger      | Ext. | –     |                |                   |        |           |

#### Phase retour
| Date         | J. | Adversaire     | Lieu | Score | Buteurs du MCO | Buteurs de l'Adv. | Class. | Public |
| ------------ | -- | -------------- | ---- | ----- | -------------- | ----------------- | ------ | ------ |
| .../.../2026 | 16 | ES Ben Aknoun  | Ext. | –     |                |                   |        |        |
| .../.../2026 | 17 | O Akbou        | Dom. | –     |                |                   |        |        |
| .../.../2026 | 18 | ES Mostaganem  | Ext. | –     |                |                   |        |        |
| .../.../2026 | 19 | JS Kabylie     | Ext. | –     |                |                   |        |        |
| .../.../2026 | 20 | MC Alger       | Dom. | –     |                |                   |        |        |
| .../.../2026 | 21 | Paradou AC     | Ext. | –     |                |                   |        |        |
| .../.../2026 | 22 | USM Khenchela  | Dom. | –     |                |                   |        |        |
| .../.../2026 | 23 | JS Saoura      | Ext. | –     |                |                   |        |        |
| .../.../2026 | 24 | MC El Bayadh   | Dom. | –     |                |                   |        |        |
| .../.../2026 | 25 | CS Constantine | Ext. | –     |                |                   |        |        |
| .../.../2026 | 26 | MB Rouissat    | Dom. | –     |                |                   |        |        |
| .../.../2026 | 27 | ES Sétif       | Ext. | –     |                |                   |        |        |
| .../.../2026 | 28 | ASO Chlef      | Dom. | –     |                |                   |        |        |
| .../.../2026 | 29 | CR Belouizdad  | Ext. | –     |                |                   |        |        |
| .../.../2026 | 30 | USM Alger      | Dom. | –     |                |                   |        |        |

#### Classement
| Rang | Équipe       | Pts | J | G | N | P | Bp | Bc | Diff |
| ---- | ------------ | --- | - | - | - | - | -- | -- | ---- |
| 10   | MC Alger T   | 0   | 0 | 0 | 0 | 0 | 0  | 0  | 0    |
| 11   | MC El Bayadh | 0   | 0 | 0 | 0 | 0 | 0  | 0  | 0    |
| 12   | MC Oran      | 0   | 0 | 0 | 0 | 0 | 0  | 0  | 0    |
| 13   | O Akbou      | 0   | 0 | 0 | 0 | 0 | 0  | 0  | 0    |
| 14   | Paradou AC   | 0   | 0 | 0 | 0 | 0 | 0  | 0  | 0    |

### Coupe d'Algérie
| Date         | Tour           | Adversaire | Lieu | Score | Buteurs du MCO | Buteurs de l'adv. | Public |
| ------------ | -------------- | ---------- | ---- | ----- | -------------- | ----------------- | ------ |
| .../.../2025 | 1/32 de finale |            |      | –     |                |                   |        |